# 培新集團

培新集團（英語：Peterson Group）以地產業務為主的家族辦公室，從1959年雲咸街的一張辦公桌發展至今。堅持「誠信、感恩、合作和創業精神」信念，以創造可持續發展模式為目標，注重家族、企業和社區的可持續發展。
培新集團從香港一家小型貿易公司起步，由楊培鑑夫婦攜手經營。現已發展成為一家全球化房地產企業，房地產業務遍佈世界主要地區及主要資產類型，其業務亦涉及多資產類別戰略投資。
現任培新集團主席楊世杭先生為創辦人楊培鑑先生之長子，青年時期已協助父親發展集團業務。1970年代初，楊世杭先生正式接管培新集團，成功將業務拓展至地產領域，奠定集團多元化發展基礎。
現任培新集團行政總裁楊紹東先生，為集團主席楊世杭先生之子，2001加入培新集團，過去20年間，楊紹東先生帶領培新成功轉型，從香港地產及中國製造業務發展成為全球多元資產類別的家族辦公室。他更創立了培新慈善基金，致力推動社區可持續發展，創造積極影響。同時擔任集團旗下姐妹公司Peterson BC的副主席。

## 歷史
1950s，創立培新集團

1959年5月，楊培鑑夫婦從朋友手中租下雲咸街19號的一間辦公室，創立培新公司（PJ Young & Co）。當年的業務範圍主要是服裝和抽紗產品轉銷。
1970s 擴展地產領域

楊培鑑先生的長子楊世杭於青年時期加入集團，協助父親發展貿易業務。1970年代初，楊培鑑先生退休後移民溫哥華，楊世杭先生接過企業重任，將業務擴展到香港的地產領域。
隨後，楊世杭先生的弟弟楊世彬先生在溫哥華成立集團的姊妹公司Peterson BC，由此集團地產業務成功擴展至加拿大。
1980年代，培新集團在元朗興建首個住宅開發項目—連勝大厦。隨後，集團與香港多家藍籌發展商合作，發展多個著名住宅及綜合式發展項目。 
1990s ，進軍內地市場

1990年代，內地社會經濟發展帶來前所未有的機遇。集團開始投資內地製造領域和零售業務，而投資則主要集中在家族發源地山東省。
集團早期的著名投資包括對濰柴動力股份有限公司（香港聯交所股票代碼2338）首次公開發行前的投資，以及對山東新銀麥啤酒有限公司的投資。
2000s ，開發酒店項目

隨著中國內地經濟發展進入新的歷史階段，集團於2000年代在香港開發兩家酒店。2007年，香港首個精品酒店蘭桂坊酒店（Hotel LKF)於中環落成。

2008年，集團尖沙咀麗景酒店落成。酒店在新冠肺炎疫情期間完成大規模翻新，現已易名為香港夢卓恩酒店。
2010s，擴張業務版圖

2012年，集團通過投資位於倫敦市中心的綜合項目Ampersand，集團成功將房地產業務拓展至英國。目前，倫敦已成為集團繼香港和溫哥華之後的第三個核心業務市場。此後，集團接續投資各地的住宅和商用物業，業務已陸續覆蓋澳大利亞、日本、英國、德國和美國等全球主要國家。
2012年，家族辦公室啟程

隨著業務不斷增長，集團決定退出內地市場，利用所得資金成立家族辦公室，名為培新資本（Peterson Capital）。家族辦公室專門負責投資及設計多樣化家族投資組合，集中精力挖掘更多發展潛力。
2016年，家族辦公室獲得證監會牌照，正式更名為雲咸資本管理有限公司（Wyndham Capital Management Company Limited）。

## 香港物業
- 上水匯
- 天匯
- 西浦
- 迎海
- 紀雲峰
- 春暉8號
- 雍慧閣
- 匯豪峰
- 金都豪苑
- 33 Wyndham Street
- 環角道7號、9 號及11號
- 柏蔚山
- 藝里坊‧1號
- 大坑道341至343號
- 雲地利道15號
- 香港夢卓恩酒店
- 連勝大厦
- 幸福大厦

## 海外物業
- Midtown Centre｜布理斯班｜澳洲
- Ampersand｜倫敦｜英國
- Grange Hotels｜倫敦｜英國
- Blackwall Yard｜倫敦｜英國
- GSK House｜Brentford｜英國
- Great Northern Warehouse｜曼徹斯特｜英國
- Central Plaza｜都柏林｜愛爾蘭
- 2 Grand Parade｜都柏林｜愛爾蘭
- Generator/Freehand｜歐洲

## 投資
- AlTi Tiedemann Global
- Queensgate Investments
- LJ Partnership
- 濰柴動力股份有限公司
- 濰柴西港新能源動力有限公司

## 外部
- 培新集團 （页面存档备份，存于）

1. ↑  .   [2014-12-28]. （原始内容存档于2019-10-17）.
2. ↑  .   [2014-12-28]. （原始内容存档于2014-12-28）.
3. ↑  .   [2015-01-02]. （原始内容存档于2016-03-05）.